# کگیس
کگیس (به اسپانیایی: Cogollos) یک شهرستان در اسپانیا است.